# Хийтольское сельское поселение
Хи́йтольское се́льское поселе́ние — муниципальное образование в Лахденпохском районе Республики Карелия Российской Федерации.
Административный центр — посёлок Хийтола.

## География
Из Хийтолы через сельское поселение проходят несколько железных дорог. На Санкт-Петербург ведёт железная дорога Санкт-Петербург — Хийтола (станции Хийтола и 168 км, (Куликово II)). На Выборг — железная дорога Выборг — Йоэнсуу (станция Хийтола). На Сортавалу, Суоярви и Костомукшу — Сортавальская дистанции пути Петрозаводского отделения Октябрьской железной дороги (станция Хийтола).
Через сельское поселение пройдёт федеральная автомобильная дорога А-121 «Сортавала» (Санкт-Петербург — Сортавала), участок Приозёрск — Лахденпохья.
Восточную часть сельского поселения, прилегающую к Ладожскому озеру, планируется включить создаваемый национальный парк «Ладожские шхеры».

## История
Образовано Законом от 1 ноября 2004 года.

## Население
| 2009  | 2010  | 2012  | 2013  | 2014  | 2015  | 2016  |
| ----- | ----- | ----- | ----- | ----- | ----- | ----- |
| 2143  | ↘1798 | ↘1744 | ↘1694 | ↘1624 | ↘1616 | ↘1579 |
| 2017  | 2018  | 2019  | 2020  | 2021  | 2023  |       |
| ↘1488 | ↘1428 | ↘1387 | ↘1380 | ↗1498 | ↘1494 |       |

## Населённые пункты
В состав сельского поселения входит 9 населённых пунктов:
| № | Населённый пункт                    | Тип населённого пункта | Население |
| - | ----------------------------------- | ---------------------- | --------- |
| 1 | Асилан (фин. Asila)                 | посёлок                | ↘13       |
| 2 | Ильме (фин. Ilmee)                  | посёлок                | ↗3        |
| 3 | Куликово (фин. Hiitolan kirkonkylä) | посёлок                | ↘486      |
| 4 | Куянсуо (фин. Kujansuo)             | посёлок                | ↘13       |
| 5 | Ринтала (фин. Rintala)              | посёлок                | ↗47       |
| 6 | Тиурула (фин. Tiurula)              | посёлок                | ↘143      |
| 7 | Тоунан (фин. Tounaa)                | посёлок                | ↘311      |
| 8 | Хауккаваара (фин. Haukkavaara)      | посёлок                | ↘23       |
| 9 | Хийтола (фин. Hiitola)              | посёлок                | ↘655      |

## Местное самоуправление
Местное самоуправление осуществляют:
- Совет Хийтольского сельского поселения (10 депутатов, срок полномочий — 4 года)
- глава Хийтольского сельского поселения (избирается гражданами сроком на 4 года)
- администрация Хийтольского сельского поселения (главой администрации является глава поселения)

28 апреля 2013 года состоялись досрочные выборы главы Хийтольского сельского поселения. Был избран Михаил Кодяев (50.79 %), ранее исполнявший обязанности главы поселения. Явка составила 53,74 %.